# 神里優希
神里 優希（かみさと ゆうき、1994年10月29日 - ）は、日本の俳優。
兵庫県出身。ウィルビー・インターナショナル所属。

## 来歴
母親に連れていかれたオーディションに最終審査まで残ったことがきっかけで芸能界に興味を持つ。2015年2月、ミュージカル『テニスの王子様3rdシーズン 青学vs不動峰』で俳優として本格的にデビュー。
2017年7月31日、約4年間在籍したレプロアスターからの退社を公式ブログで発表し、フリーに転身する。2018年3月、舞台『ROSE GUNS DAYS〜Season3〜』で舞台初主演を果たした。
2020年9月25日、ウィルビー・インターナショナルへの所属を発表する。2021年10月にミュージカル『グリース』で東宝ミュージカルに初出演し、2022年1月から放映されたテレビアニメ『錆色のアーマ-黎明-』では原作舞台と同じ役で声優を務めた。
2024年12月22日、デビュー10周年記念イベント『YUKI KAMISATO Birthday & Debut 10th Anniversary event "KAMING"』を開催した。

## 人物
愛称は「優希」「優希くん」「ゆうちゃん」など。優希（ゆうき）という名前は、母親が天海祐希のファンであることに由来する。
小学校から高校までサッカーをやっていたこともあり、サッカー観戦を趣味とする。中でも地元であるヴィッセル神戸の試合を観に行くことが多い。このほか、映画観賞や料理（男飯）も趣味としている。
特技は片手側転。スポーツは好きだが水泳だけはどうしても苦手なため、高校は水泳の授業がない学校に進学した。

## 出演

### 舞台
- ミュージカル『テニスの王子様』3rdシーズン - 不二周助 役[12]
  - 青学vs不動峰（2015年2月13日 - 5月17日、TOKYO DOME CITY HALL 他）[13]
  - TEAM Live SEIGAKU（2015年6月10日 - 14日・27日 - 28日、AiiA 2.5 Theater Tokyo 他）[14]
  - 青学vs聖ルドルフ（2015年9月5日 - 11月3日、TOKYO DOME CITY HALL 他）[15]
  - 青学vs山吹（2015年12月24日 - 2016年2月21日、TOKYO DOME CITY HALL 他）[16]
  - コンサート Dream Live 2016（2016年5月13日 - 15日・20日 - 22日、パシフィコ横浜 国立大ホール 他）[17]
  - 青学vs氷帝（2016年7月14日 - 9月25日、TOKYO DOME CITY HALL 他）[18]
- ミュージカル『青春-AOHARU-鉄道』
  - ミュージカル『青春-AOHARU-鉄道』 2〜信越地方よりアイをこめて〜（2016年11月9日 - 13日・18日 - 20日、AiiA 2.5 Theater Tokyo 他） - 秋田新幹線 役[19]
  - ミュージカル『青春-AOHARU-鉄道』 3〜延伸するは我にあり〜（2018年5月4日 - 13日・18日 - 19日・25日 - 26日、品川プリンスホテル クラブeX 他）- 秋田新幹線 / 千代田線 役[20]
  - ミュージカル『青春-AOHARU-鉄道』臨時ダイヤ〜高輪ゲートウェイでつかまえて〜（2019年5月13日、品川プリンスホテル クラブeX） - 秋田新幹線 / 千代田線 役[21]
  - ミュージカル『青春-AOHARU-鉄道』コンサート Rails Live 2019（2019年10月30日 - 31日・11月3日 - 4日、舞浜アンフィシアター 他） - 秋田新幹線 / 千代田線 役[22]
  - ミュージカル『青春-AOHARU-鉄道』 4〜九州遠征異常あり〜（2020年7月9日 - 8月10日、こくみん共済 coop ホール/スペース・ゼロ ほか）[23][注釈 1]
  - ミュージカル『青春-AOHARU-鉄道』 4〜九州遠征異常あり〜（2021年2月14日 - 28日、天王洲 銀河劇場） - 秋田新幹線 / 千代田線 / 山陽本線 役[24]
  - ミュージカル『青春-AOHARU-鉄道』〜誰が為にのぞみは走る〜（2022年8月18日 - 28日、品川プリンスホテル ステラボール） - 秋田新幹線 役（映像出演）[25][26]
  - ミュージカル『青春-AOHARU-鉄道』5〜鉄路にラブソングを〜（2023年6月15日 - 25日、天王洲 銀河劇場 / 6月30日 - 7月2日、AiiA 2.5 Theater Kobe） - 秋田新幹線 / 千代田線 役[27]
  - ミュージカル『青春-AOHARU-鉄道』〜地下の中心で愛をさけんだMétro〜（2023年12月21日 - 31日、品川プリンスホテル クラブeX） - 千代田線 役[28]
  - ミュージカル『青春-AOHARU-鉄道』コンサート Rails Live 2025（2025年11月22日 - 24日〈予定〉、TACHIKAWA STAGE GARDEN） - 秋田新幹線 / 千代田線 役[29]
- ミュージカル「Dance with Devils〜D.C.〜」（2016年12月21日 - 27日、AiiA 2.5 Theater Tokyo） - 楚神ウリエ 役[30]
- TEEN×TEEN THEATER「初恋モンスター」（2017年3月3日 - 12日、品川プリンスホテル クラブeX） - 三宮銀次郎 役[31]
- 舞台「錆色のアーマ」 - アゲハ 役
  - 舞台「錆色のアーマ」（2017年6月8日 - 18日・6月22日 - 25日、AiiA 2.5 Theater Tokyo 他）[32]
  - 舞台「錆色のアーマ」-繋ぐ-（2019年6月6日 - 16日・22日 - 23日・27日 - 30日、天王州 銀河劇場 他）[33]
  - 舞台「錆色のアーマ」外伝 -碧空の梟-（2020年6月4日 - 6月28日、Theater Mixa）[34][注釈 2]
  - 舞台「錆色のアーマ」外伝 -碧空の梟-（2021年4月15日 - 29日、品川プリンスホテル クラブeX）[35][注釈 3]
- 進戯団 夢命クラシックス×07th Expansion vol.4「ROSE GUNS DAYS〜Season3〜」（2018年3月7日 - 11日、シアターサンモール） - 主演・アラン・新巻 役[36][37]
  - 進戯団 夢命クラシックス×07th Expansion vol.5「ROSE GUNS DAYS〜Last Season〜」（2018年12月28日 - 31日、シアターサンモール） - アラン・新巻 役[38]
- 第3弾「BOYS★TALK」（2018年6月6日 - 17日、CBGKシブゲキ!!）- しゅうくん 役[39]
- 劇団TEAM-ODAC第30回本公演「猫と犬と約束の燈2018-夏」（2018年7月7日 - 16日、全労済ホール/スペース・ゼロ）- 手紙屋 役 [40]
- 舞台「忍ノSAGA〜風魔の章〜」（2018年8月15日 - 19日、CBGKシブゲキ!!）- 石田上之助 役[41][42]
- 舞台「モブサイコ100」
  - 〜裏対裏〜（2018年9月13日 - 17日・20日 - 23日、天王州 銀河劇場 他） - 桜威 役[43]
  - 〜激突!爪第7支部〜（2021年8月6日 - 15日、ヒューリックホール東京） - 桜威遊介 役[44]
- 舞台「トラベルモード」（2018年10月11日 - 15日、中野 ウエストエンドスタジオ）- レイモン 役[45]
- 舞台「いえないアメイジングファミリー」（2019年1月30日 - 2月10日、テアトル BONBON） - 旦那 役[46]
- 朗読劇 「Wizards Witchery」（2019年3月16日・17日、ニッショーホール） - シグルズ・皇 役
- WBB plus「まわれ!無敵のマーダーケース」（2019年7月23日 - 28日、中野ザ・ポケット） - 谷川 役 [47][48]
- 演劇集団イヌッコロ『いさめ!池田屋シアター』（2019年9月13日ゲスト出演、中野ザ・ポケット） - 沖田総司 役
- 進戯団 夢命クラシックス 15周年記念公演 ＃23「Lullaby」（2019年10月3日 - 6日、シアターサンモール） - 主演・石川五右衛門 役[49]
- 舞台「DARKNESS HEELS〜THE LIVE〜 SHINKA」（2019年12月5日 - 15日、CBGKシブゲキ!!） - ダークザギ 役[50]
- 朗読劇「ホワイト・ストーリーズ」（2019年12月22日、山手ゲーテ座ホール） - マサキ 役 [51]
- ハイパープロジェクション演劇「ハイキュー!!」 - 宮治 役
  - "最強の挑戦者（チャレンジャー）"（2020年3月21日 - 5月6日、TOKYO DOME CITY HALL 他）[52]
  - "頂の景色・2"（2021年3月20日 - 5月9日、TOKYO DOME CITY HALL 他） ※映像出演[53]
- Nostalgic Wonderland♪〜song & dance show〜 2020（2020年8月5日、恵比寿 ザ・ガーデンホール） ※ゲスト出演[54]
- WBBvol.17「川崎ガリバーonce again」（2020年9月25日 - 10月4日、こくみん共済 coop ホール/スペース・ゼロ） - 向井公平 役[55][56]
- Oh My Diner - ノア 役 
  - Oh My Diner（2020年11月7日 - 11月15日、品川プリンスホテル ステラボール）[57]
  - Oh My Diner 〜踊るぶんぶん狂想曲〜（2022年7月31日、品川プリンスホテル ステラボール）[58]
- ミュージカル「GREASE」（2021年11月11日 - 12月5日、シアタークリエ / 10月30日・31日、シアター1010 / 11月4日 - 7日、御園座 / 12月9日 - 12日、大阪新歌舞伎座） - ソニー 役[59]
- ドラマティック・レビュー「うたかたのオペラ」（2022年1月13日 - 23日、六行会ホール） - 宗一 役[60]
- 劇団プレステージ第17回本公演「Have a good time?（再々演）」（2022年3月2日 - 7日、シアター・アルファ東京） - サム 役
- ミュージカル「弥生、三月 -君を愛した30年-」（2022年4月21日 - 24日、サンシャイン劇場 / 4月27日・28日、京都劇場 / 5月5日、名古屋市公会堂 / 5月7日・8日、サンケイホールブリーゼ） - あゆむ 役[61]
- ミュージカル「シンデレラストーリー」（2022年9月6日 - 19日、日本青年館ホール / 9月24日・25日、東海市芸術劇場 大ホール / 10月1日・2日、キャナルシティ劇場 / 10月7日 - 10日、梅田芸術劇場 メインホール）[62]
- 舞台「ノラネコシティ」（2022年12月3日 - 11日、新宿FACE） - ウィッカーシャム 役[63]
- 舞台「キングダム」（2023年2月5日 - 27日、帝国劇場 / 3月12日 - 19日、梅田芸術劇場 メインホール / 4月2日 - 27日、博多座 / 5月6日 - 11日、札幌文化芸術劇場hitaru） - 成蟜 役（Wキャスト）[64]
- 神戸セーラーボーイズ SF『Boys×Voice 308』（2023年8月4日・5日、AiiA 2.5 Theater Kobe） - 元原洸平 役[65]
- リーディング『First Love 〜ツルゲーネフの「初恋」〜』（2023年8月28日 - 30日、あうるすぽっと）[66]
- ミュージカル『スライス・オブ・サタデーナイト』（2023年11月3日 - 19日、有楽町よみうりホール / 11月21日 - 11月23日、松下IMPホール / 11月28日・29日、電力ホール） - ゲリー 役[67]
- ミュージカル『町田くんの世界』（2024年3月29日 - 4月14日、シアタークリエ / 4月19日 - 21日、梅田芸術劇場 シアター・ドラマシティ） - 氷室雄 役[68]
- 舞台『ギャングアワー』（2024年4月16日、Route Theater） ※ゲスト出演[69]
- 九劇ミュージカル・コンサート Vol.3（2024年6月15日・16日、浅草九劇）[70]
- sitcomLab×イルカ団!!真夏の合戦『リバースヒストリカ』（2024年7月9日 - 14日、中野ザ・ポケット）[71]
- ミュージカル『黒執事』〜寄宿学校の秘密 2024〜（2024年9月7日・8日、兵庫県立芸術文化センター KOBELCO 大ホール / 9月21日 - 29日、TOKYO DOME CITY HALL） - エドガー・レドモンド 役[72]
- ミュージカル『プロデューサーズ』（2024年11月8日 - 12月6日、東急シアターオーブ） - カルメン・ギア 役[73]
- ノンセクシュアル（2025年2月7日 - 12日、横浜赤レンガ倉庫1号館 3Fホール） - 富永秀樹 役[74]
- 進戯団 夢命クラシックス #28 20周年記念公演『Since Memory Chronicles』（2024年12月13日、シアターサンモール）[75]
- ミュージカル『ジェイミー』（2025年7月9日 - 27日〈予定〉、東京建物 Brillia HALL / 8月1日 - 3日〈予定〉、大阪新歌舞伎座 / 8月9日 - 11日〈予定〉、愛知県芸術劇場 大ホール） - ディーン・パクストン 役[76]
- 水谷千重子50周年記念公演『CAKUGO 愛と憎しみと追憶と沈黙のミス・フローレンス』（2025年8月22日 - 9月7日〈予定〉、明治座 / 9月13日 - 9月22日〈予定〉、博多座 / 9月27日 - 10月5日〈予定〉、大阪新歌舞伎座）[77]

### テレビアニメ
- 錆色のアーマ-黎明-（2022年） - アゲハ 役[78]

### CM
- au「スマートパス/ラッキーの歌（クーポン）」篇（2014年4月）

### ミュージックビデオ
- 剛力彩芽 3rd single「くやしいけど大事な人」（2014年9月） - 男子高校生 役

### イベント
- だめおたちの夜（2024年5月11日、Com.Cafe 音倉）[79]
- YUKI KAMISATO Birthday & Debut 10th Anniversary event "KAMING"（2024年12月22日、めぐろパーシモンホール 小ホール）[10]

## 作品

### 参加作品
| 発売日       | 曲名         | 収録作品                     |
| ------------ | ------------ | ---------------------------- |
| 2022年4月6日 | MISDIRECTION | 錆色のアーマ-黎明-『ALBADA』 |

### 楽曲提供
| 発売日        | 曲名                   | 収録作品                                       | 備考 |
| ------------- | ---------------------- | ---------------------------------------------- | ---- |
| 2025年5月28日 | マシュマロマンティック | 神戸セーラーボーイズ「マシュマロマンティック」 | 作詞 |